# Harrisongs
Harrisongs Ltd. — музыкальная издательская компания, основанная в 1968 году британским музыкантом и автором песен Джорджем Харрисоном. Ранние композиции Харрисона публиковались компанией Northern Songs, основанной в 1963 году Диком Джеймсом и Брайаном Эпстайном по инициативе основных авторов песен The Beatles — Джона Леннона и Пола Маккартни. Джордж Харрисон и Ринго Старр также подписали контракт с Northern Songs, но были недовольны размерами выплачиваемых гонораров и своим «низким» статусом в компании. В 1967 году Харрисон выразил своё недовольство компанией в песне «Only a Northern Song». После завершения контракта в 1968 году, Харрисон основал Harrisongs, а Старр — Startling Music. Новая компания Харрисона издала его позднейшие работы с The Beatles (включая «Here Comes the Sun» и «Something») и его ранние послебитловские сольные композиции, в том числе песни с альбома All Things Must Pass. В 1973 году Харрисон передал права на издание своего альбома Living in the Material World благотворительному фонду Material World Charitable Foundation, основанному им с целью оказания помощи голодающему населению бедных стран.
Начиная с альбома Dark Horse, песни Харрисона публиковала Ganga Publishing, B.V. в США и Oops Publishing в Великобритании и других странах мира. В настоящее время изданием работ Харрисона занимается компания Umlaut Corporation, которой руководит вдова Джорджа Харрисона Оливия Харрисон. Harrisongs Limited в настоящее время является издателем Дхани Харрисона и его инди-рок-группы thenewno2.